# وسائل الإعلام العربية
تُشير عبارة وسائل الاعلام العربية إلى محتوى وسائل الإعلام والصحفيين العرب ومدى تأثيرهم على الثقافة العربية في كل العصور. بصفة عامة؛ تشمل وسائل الإعلام أي شيء ذو صلة بوسائل الإعلام المطبوعة، البث، وسائل الإعلام، الإعلان، السينما وأكثر من ذلك.
يُشير مصطلح «المتحدث بالعربية» إلى أي فرد قادر على التحدث بالعربية كلغة أولى كما يُمكن في هذه الحالة أن يكون هذا الشخص غير متجانس عرقيا ودينيا في تركيبته. يتكوّن العالم العربي من 22 بلدا في الشرق الأوسط وأفريقيا وتنتمي كل هذه البلدان إلى جامعة الدول العربية بما في ذلك الجزائر، البحرين، جزر القمر، جيبوتي، مصر، العراق، الأردن، الكويت، لبنان، ليبيا، المغرب، موريتانيا، سلطنة عمان، فلسطين، قطر، السعودية، الصومال، السودان، سوريا، تونس، الإمارات العربية المتحدة واليمن. ساهمت المصادر الإعلامية العربية على نطاق واسع في تثبيت الثقافة العربية وإيصالها لكل الشتات في باقي المجتمعات عن طريق استنساخ الثقافة والإعلام ثم المصالح العربية. لعبت وسائل التواصل الاجتماعي دورا مهما كذلك في تأجيج الرأي العام واستمرار الانتفاضات السياسية مثل الربيع العربي الذي غيّر سياسة دول الشرق الأوسط وشمال أفريقيا كما أثر على باقي سياسات دول العالم.

## تاريخ وسائل الإعلام العربية
في حقيقة الأمر؛ من الصعب -حسب معظم المصادر- معرفة التاريخ الحقيقي لوسائل الإعلام لكن وبشكل عام يُعتقد أن فكرة التواصل بين العرب قد بدأت خلال إنتاج الشعر باللغة العربية والذي كان في وقت ما المصدر الرئيسي للاتصال بين الناس فضلا عن الدعاية بين الدول والقادة. بعد ظهور المطبعة؛ تغيّر المشهد الإعلامي بشكل كبير ثم ظهرت وسائل الإعلام والوكالات والصحف ومختلف أشكال وسائل الإعلام المحلية والدولية. يُعتبر العالم العربي واحد من أبطأ العوالم المصغرة في تبني الإنترنت بشكل كامل لكن وبالرغم من ذلك فقد نمى استخدام هذه الوسيلة بشكل ملحوظ في العقد الماضي، في حين اأ نسبة انتشار الإنترنت وهي نسبة سكان البلد القادرين على الوصول إلى الإنترنت كانت أبطأ بكثير مقارنة بباقي الدول الغربية.

## وسائل الاعلام الحالية الاتجاهات

### ويب 2.0
يُشير مصطلح ويب 2.0 إلى المرحلة الثانية من تطوير شبكة الإنترنت على نطاق العالم في وسائل التواصل الاجتماعي ومحتوى النت. معظم الشبكات تُقدم خدمة ويب 2.0 في معظم دول العربية ويتم الولوج من خلالها لغالبية المواقع بما في ذلك فيسبوك، تويتر، ويكيبيديا ويوتيوب. ليس هذا فقط بل إن غالبية المجموعات السياسية النشطة على النت تقوم على هذه الخِدمة خاصة في سوريا، الكويت والشام. بشكل عام فإن المواقع الأكثر استخداما عالميا بين العرب هم يوتيوب، ويكيبيديا، فيسبوك في الدول العربية في شمال أفريقيا ثم تويتر في الشرق الأوسط.

### الجزيرة
أُنشئت الجزيرة عام 1996 وباتت قناة فضائية مهمة في وقت قصير. حصلت الجزيرة على تمويل مباشر من أمير دولة قطر حينها كما حصلت على تمويل آخر من وكالة بث تُعتبر من بين أقوى المنظمات في العالم العربي. اعتبارا من عام 2017؛ كان لدى الجزيرة أزيد من 80 مكتبًا موزعًا في مختلف دول العالَم بما في ذلك مناطق في أمريكا الشمالية وأوروبا وآسيا. على الرغم من الانتقادات الكثيرة التي طالت الشبكة والقناة إلا أن هذه الأخيرة قد حصلت على اعتراف دولي حتّى أن هيلاري كلينتون وزيرة الخارجية الأمريكية عام 2011 ذكرت أن قناة الجزيرة قد كسبت حرب المعلومات ضد الولايات المتحدة من خلال وسائل الإعلام التابعة لها.

## الإعلام والقيم
عكست غالبية المؤسسات الإعلامية العربية الحديثة المبادئ والقيم الغربية -من الناحية الصحفية طبعًا- من خلال مثل الموضوعية والشفافية والعدالة. تدخل هذه المعايير الصحفية المحددة ضمن مدونة أخلاقيات الصحفيين إلا أن بعض المنظمات العربية والصحفيين قد رفضوا هذا النهج وذلك بسبب اختلاف الفكر السياسي في العالم العربي عن الفِكر ذاته في العالم الغربي. في الدول العربية؛ تُسيطر الأنظمة الحكومية على غالبية وسائل الإعلام وتعمل على عدم سنّ قوانين تحمي حرية الصحافة كما تعمل هذه الأنظمة على تجاهل التغطية المتوازنة بكثير من الطُرق. بالنسبة لقناة الجزيرة فقد خلقت الفرق حيث أتت بفكرة تقوم على «الرأي والرأي الآخر» لكنها تعرضت للكثير من الانتقادات من وسائل الإعلام الغربية بسبب خشية كونها منظمة مبطنة ومصدر دعاية ترعاها الدولة.

## المجال السياسي
وفقا للجنة حماية الصحفيين -منظمة غير حكومية وغير ربحية- فإن وسائل الإعلام في عددٍ من الدول العربية كانت ولا زالت خاضعة للرقابة بما في ذلك ليبيا وسوريا. ردا على ذلك؛ تمّ تأسيس العديد من منظمات الإعلام الحرة لمواجهة الحكومة والدولة التي تعمل على إنهاء الصحافة الحرّة.

### الربيع العربي
الربيع العربي هو عبارة عن ثورات سلمية تحوّلت لاحتجاجات عنيفية مطلع عام 2011. تركزت ثورات الربيع العربي في كل من تونس، مصر، اليمن، ليبيا، سوريا والبحرين. اندلعت كل تلك الاحتجاجات بسببِ عدم رضا المواطن العربي عمّا تفعله له دولته وازدادت عدم استجابة الحكومات من الطين بلّة خاصة في ظل انعدام حرية الصحافة والإعلام والقيم الديمقراطية. حينها لعبت وسائل الإعلام الاجتماعية دورا حاسما في ربط النشطاء فيما بينهم وتبادل نشر المعلومات هذا ناهيك عن خلق التعليق الاجتماعي. كل هذا دفعَ بالعديد من المتظاهرين إلى الخروج إلى الشوارع حامِلين في يدهم هواتف ذكية وكاميرات فيديو وأجهزة كمبيوتر لوحية لالتقاط صور الثورة.